# Het Laatste Nieuws
Het Laatste Nieuws (HLN) is een Belgische krant die wordt uitgegeven door DPG Media. De krant heeft van oorsprong een liberale en vrijzinnige signatuur.

## Geschiedenis

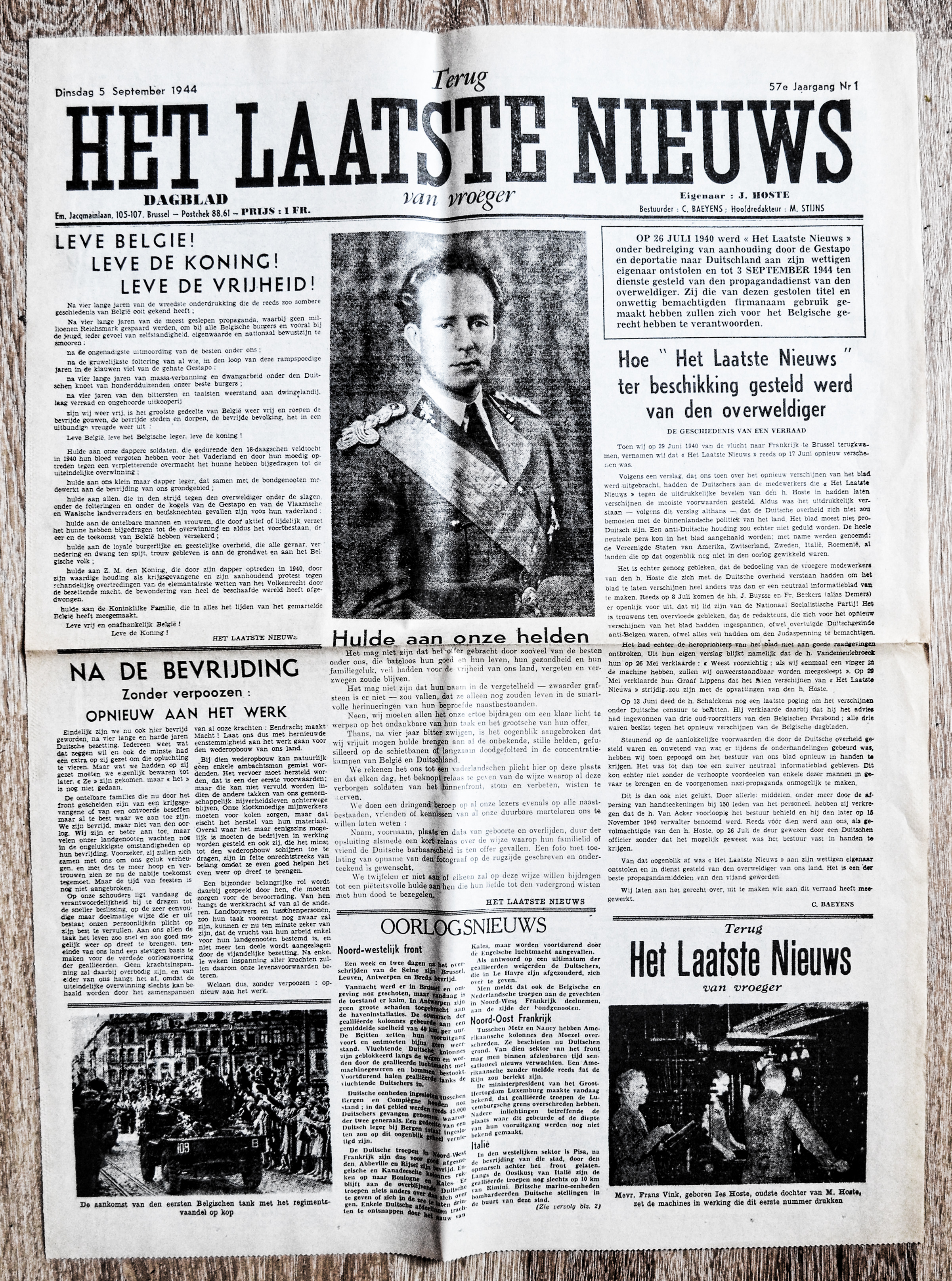
Voorpagina 5 september 1944

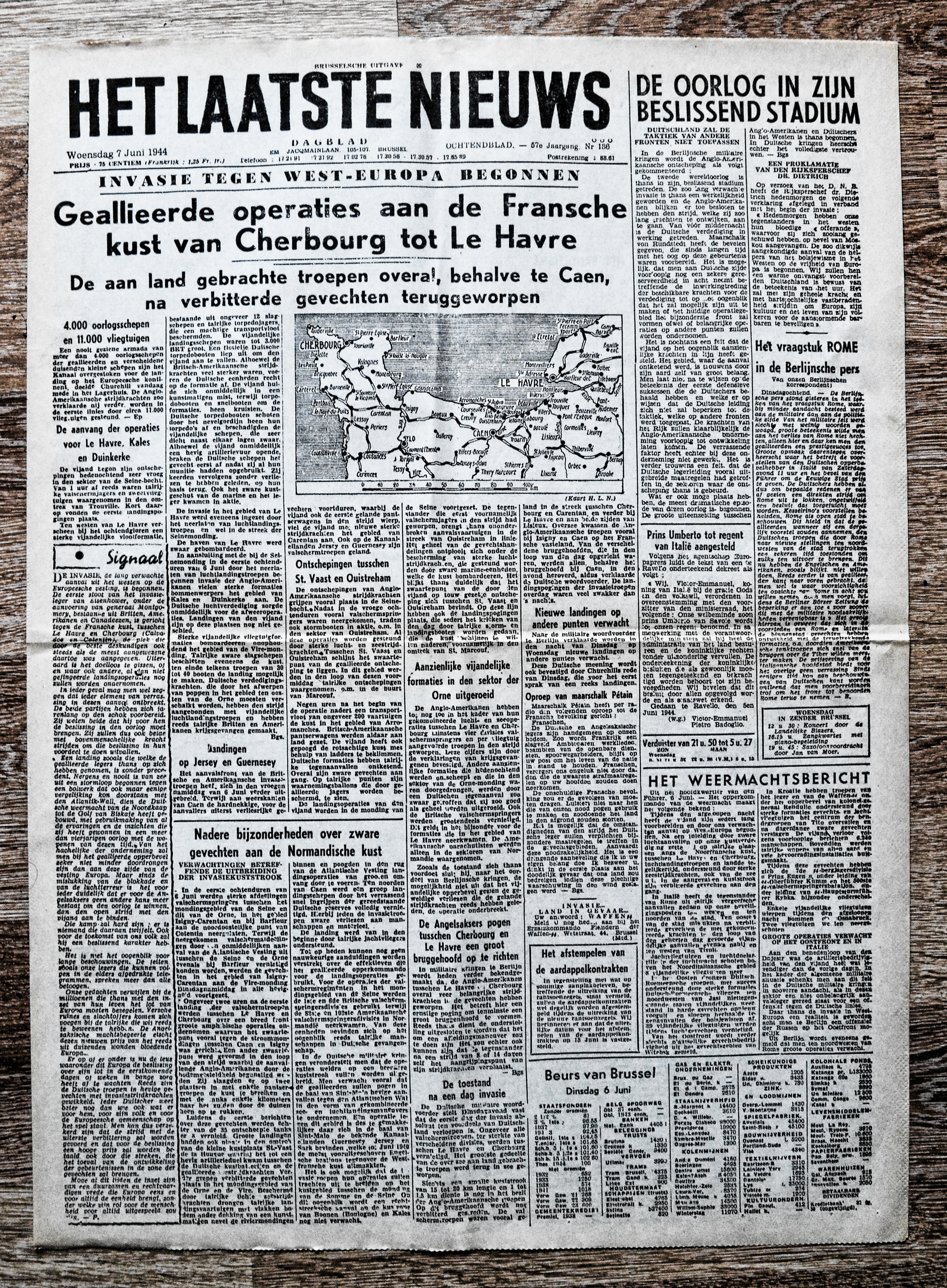
Voorpagina 7 juni 1944

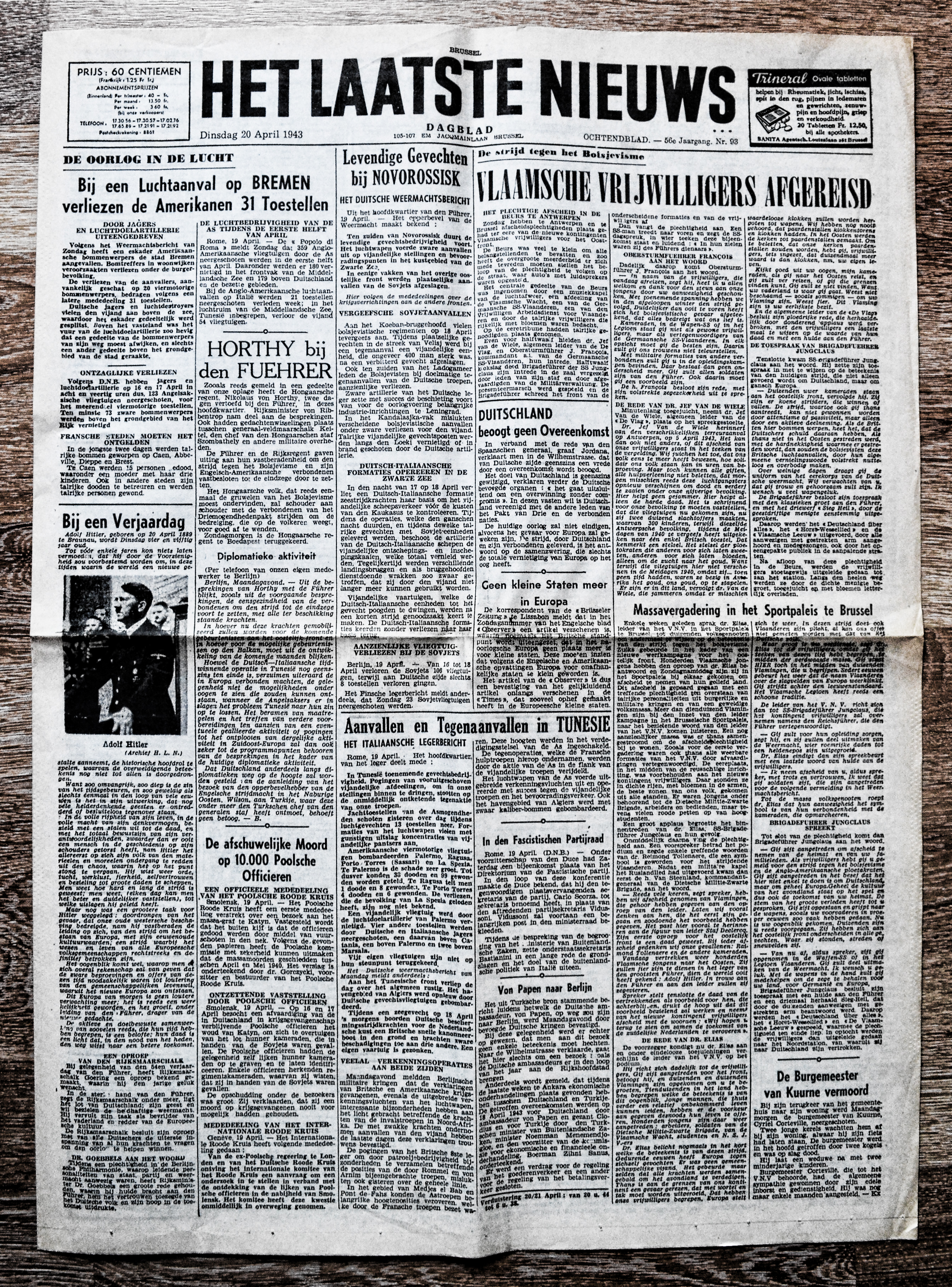
Voorpagina 20 april 1943

Het Laatste Nieuws werd op 7 juni 1888 in Brussel als Vlaams-liberaal dagblad opgericht door de vrijzinnige liberaal Julius Hoste (1848-1933). De krant was aanvankelijk een spreekbuis van het radicaal antiklerikalisme. De zoon van Hoste, Julius Hoste jr. (1884-1954), zette zijn werk voort en slaagde erin een ruimer Vlaams publiek te bereiken door een gematigder stijl, meer regionaal nieuws en een verruimd sportkatern. Van 1951 tot 1967 bracht de krant het stripweekblad Pum-Pum uit als bijlage. 
Tijdens de Tweede Wereldoorlog verscheen het blad onder Duitse censuur, terwijl Hoste noodgedwongen in Engeland verbleef. Na het overlijden van Julius Hoste jr. in 1954 werd het bedrijf tot een vennootschap omgevormd (“Uitgeverij J. Hoste NV”). Aan het hoofd van Het Laatste Nieuws kwamen Frans Vink, de schoonzoon van Hoste jr., en Albert Maertens te staan.
Op 3 mei 1955 zag een stichting het leven, die ervoor moet zorgen dat bij een eventuele verkoop de Vlaams-liberale en humanistische filosofie van de krant bewaard zal blijven. De eerste voorzitter van de stichting was professor Hans Van Werveke. In november 1957 werd De Nieuwe Gazet overgenomen. Dit Antwerpse dagblad werd vanaf 1963 in feite een regionale editie van Het Laatste Nieuws. Er kwam een hechte redactionele samenwerking tussen beide kranten, waarbij De Nieuwe Gazet het Antwerpse streeknieuws verstrekt.
De uitgeverij breidde vervolgens haar activiteiten uit. Maertens en Vinck zochten investeerders. De keuze viel op de Antwerpse bankiersfamilie Van Thillo, die in 1987 de meerderheid van de aandelen in de uitgeverij verwierf en drie jaar later alle aandelen. In 1993 werd de uitgeverij omgevormd tot het  mediabedrijf De Persgroep (het huidige DPG Media). 
Tot 1984 bevonden zowel de redactie en de administratie als de drukkerij van Het Laatste Nieuws zich in de Brusselse Émile Jacqmainlaan. In 1984 werd de drukkerij overgeplaatst naar een nieuw gebouw in Kobbegem, op enkele kilometers van Brussel. In 1991 verhuisde ook de redactie daarheen. In 2019 werd dit gebouw verlaten en werd de redactie gevestigd in Antwerpen, waar ze is samengevoegd met andere redacties van DPG Media.
Het Laatste Nieuws groeide sinds 1995 uit van een uiterst sensatiegerichte krant (van liberale strekking) tot een sensatiegerichte, populair-populistische krant met bijzondere aandacht voor 'de mensen in en achter het nieuws'. De krant verschijnt dagelijks met eenentwintig verschillende regionale edities, elk bovendien met hetzelfde katern met nationaal en beperkt internationaal nieuws, elk ook met een eigen aantal pagina's met nieuws uit de verschillende regio's in Vlaanderen. De krant heeft tevens een uitgebreid sportkatern.
Vanaf 29 maart 2022 wijzigde Het Laatste Nieuws haar Berlinerformaat naar tabloid, en werd niet meer gedrukt in Lokeren, maar in Eindhoven.

## Oplage en verkoop
Sinds 2007 en tot 2011 ging de verkoop van Het Laatste Nieuws in stijgende lijn, stabiliseerde tot 2013 en viel in de twee jaar erna met ongeveer vier procent terug. In 2015 omvatte de oplage iets meer dan 300.000 gedrukte exemplaren, de verkoop kwam toen uit op in totaal 276.370 exemplaren (zowel gedrukt als digitaal). In 2019 ondervroeg het Centrum voor Informatie over de Media (CIM) 10.000 Belgen. De Vlaamse Vereniging van Journalisten (VVJ) berichtte in september 2019 dat Vlaamse kranten 4.045.5004 lezers bereikten. Het Laatste Nieuws is al jaren, en nog steeds, absolute marktleider qua dagbladen, zowel in Vlaanderen als in heel België. Daarna volgen respectievelijk Het Nieuwsblad, De Standaard, de Gazet van Antwerpen, Het Belang van Limburg, De Morgen 448.500 lezers, Metro en De Tijd. 
| Naam               | 2007    | 2008    | 2009    | 2010    | 2011    | 2012    | 2013    | 2014    | 2015    |
| ------------------ | ------- | ------- | ------- | ------- | ------- | ------- | ------- | ------- | ------- |
| Oplage - Print     | 317.715 | 336.979 | 345.877 | 344.445 | 340.235 | 334.092 | 323.458 | 323.925 | 309.497 |
| Verkoop - Print    | 271.163 | 277.176 | 284.096 | 286.420 | 287.521 | 285.288 | 284.441 | 278.056 | 270.059 |
| Verkoop - Digitaal | 0       | 0       | 0       | 0       | 410     | 1.809   | 2.728   | 3.596   | 6.311   |
| Verkoop - Totaal   | 271.163 | 277.176 | 284.096 | 286.420 | 287.931 | 287.097 | 287.169 | 281.652 | 276.370 |

Bron: CIM

## Structuur

### Redactie
In de jaren 1970 en 1980 was de vrijmetselaar Piet Van Brabant hoofdcommentator van Het Laatste Nieuws. Samen met onder anderen Manu Ruys van De Standaard hoorde hij thuis in het rijtje van krantencommentatoren die door pers en politici in het Franstalige landsgedeelte van België gedemoniseerd werden als "les éditorialistes flamands" omwille van hun Vlaamsgezinde standpunten. Een bekend gezicht in Vlaanderen is politiek commentator Luc Van der Kelen. 
Op 1 oktober 2012 volgde het duo Margot Moeseke en Wim Verhoeven hoofdredacteur Paul Daenen op. De hoofdredactie was sinds januari 2020 in handen van het trio Dimitri Antonissen, Frederik De Swaef en Brecht Decaestecker. Eind 2020 werd dit herschikt: Decaestecker werd hoofdredacteur, met Antonissen als adjunct-hoofdredacteur. De Swaef werd begin 2021 hoofdredacteur van de Gazet van Antwerpen. 26 januari 2023 berichtte VRT NWS dat Decaestecker stopt als hoofdredacteur van Het Laatste Nieuws.

### Hoofdredacteurs
| Tijdspanne  | Hoofdredacteur                                               |
| ----------- | ------------------------------------------------------------ |
| 1912 - 1914 | Julius Hoste                                                 |
|             |                                                              |
| 1918 - 1936 | Julius Hoste                                                 |
| 1936 - 1940 | Marcel Styns                                                 |
|             |                                                              |
| 1940 - 1943 | Jan Hadermann (oorlogskrant)                                 |
| 1943        | Frans Beckers (oorlogskrant)                                 |
| 1943 - ?    | Adolf Peremans (oorlogskrant)                                |
| ? - 1944    | Johan Sacré (oorlogskrant)                                   |
|             |                                                              |
| 1944-1967   | Marcel Styns                                                 |
| ...         |                                                              |
| 1979-1988   | Leo Siaens                                                   |
| 1988-1994   | René Adams                                                   |
| 1994-1996   | Marcel Wilmet                                                |
| 1996-2003   | Paul Daenen & Jaak Smeets                                    |
| 2003-2005   | Paul Daenen                                                  |
| 2005-2008   | Paul Daenen & Frank Depoorter                                |
| 2008-2012   | Paul Daenen                                                  |
| 2012-2015   | Margot Moeseke & Wim Verhoeven                               |
| 2015-2016   | Wim Verhoeven                                                |
| 2016        | Wim Verhoeven, Dimitri Antonissen & Isabel Albers            |
| 2016-2019   | Dimitri Antonissen & Frank Depoorter                         |
| 2020-2021   | Dimitri Antonissen, Frederik De Swaef en Brecht Decaestecker |
| 2021-2023   | Brecht Decaestecker                                          |

## Top 100 Belgen
Het Laatste Nieuws houdt per 1996 jaarlijks een poll onder duizenden lezers, met de vraag: “Welke Belgen kleurden voor u het voorbije jaar?”.
| Jaar | Nr. 1                      | Nr. 2                            | Nr. 3                               | Nr. 4                    | Nr. 5                      |
| ---- | -------------------------- | -------------------------------- | ----------------------------------- | ------------------------ | -------------------------- |
| 1996 | Jean-Marc Connerotte       | Frédérik Deburghgraeve           | Michel Bourlet                      | Marie-France Botte       | Paul Marchal               |
| 1997 | Marc Verwilghen (VLD)      | Michel Bourlet                   | Georges Leekens                     | Conny Geens              | De Schalkse Ruiters        |
| 1998 | Rob Vanoudenhoven          | Marc Verwilghen (VLD)            | Helmut Lotti                        | Greet Rouffaer           | Dominique Monami           |
| 1999 | Mathilde d'Udekem d'Acoz   | Rob Vanoudenhoven                | Artsen zonder Grenzen               | Guy Verhofstadt (VLD)    | Helmut Lotti               |
| 2000 | Guy Verhofstadt (VLD)      | Steve Stevaert (SP)              | Michel Vandenbosch                  | Mathilde d'Udekem d'Acoz | Helmut Lotti               |
| 2001 | Kim Clijsters              | Justine Henin                    | Steve Stevaert (sp.a)               | Guy Verhofstadt (VLD)    | Jacques Rogge              |
| 2002 | Kim Clijsters              | Frank De Winne                   | Guy Verhofstadt (VLD)               | Marc Herremans           | Wouter Tyberghien          |
| 2003 | Kim Clijsters              | Marc Herremans                   | Justine Henin                       | Werknemers Ford Genk     | Guy Verhofstadt (VLD)      |
| 2004 | Sabine Dardenne            | Werknemers van DHL               | Justine Henin                       | Clouseau                 | Kim Clijsters              |
| 2005 | Tom Boonen                 | Kim Clijsters                    | Natalia Druyts                      | Kirby                    | Eddy Merckx                |
| 2006 | Justine Henin              | Kim Gevaert/ Tia Hellebaut       | Oulematou Niangadou en Luna Drowart | Tom Boonen               | Kim Clijsters              |
| 2007 | Justine Henin              | Kim Gevaert                      | Yves Leterme (CD&V)                 | Sven Nys                 | Marc Herremans             |
| 2008 | Tia Hellebaut              | Kim Gevaert                      | Estafetteploeg 4x100m               | Yves Leterme (CD&V)      | Jean-Marie Dedecker (LDD)  |
| 2009 | Kim Clijsters              | Herman Van Rompuy (CD&V)         | Yasmine                             | Yanina Wickmayer         | Sven Nys                   |
| 2010 | Bart De Wever (N-VA)       | Kim Clijsters                    | Marie-Rose Morel (VB)               | Herman Van Rompuy (CD&V) | Sven Nys                   |
| 2011 | Bart De Wever (N-VA)       | Philippe Gilbert                 | Marie-Rose Morel (VB)               | Jeroen Meus              | Nathalie Meskens           |
| 2012 | Bart De Wever (N-VA)       | Families van slachtoffers Sierre | Marieke Vervoort                    | Tom Boonen               | Martine Tanghe             |
| 2013 | Maggie De Block (Open VLD) | Bart De Wever (N-VA)             | De Rode Duivels                     | Sven Nys                 | Philippe Geubels           |
| 2014 | Bart De Wever (N-VA)       | Maggie De Block (Open VLD)       | De Rode Duivels                     | Stromae                  | Nathalie Meskens           |
| 2015 | Bart De Wever (N-VA)       | Charles Michel (MR)              | Kevin De Bruyne                     | Theo Francken (N-VA)     | Marieke Vervoort           |
| 2016 | De helden van 22/3         | Theo Francken (N-VA)             | Greg Van Avermaet                   | Bart De Wever (N-VA)     | Nafi Thiam                 |
| 2017 | Nafi Thiam                 | Theo Francken (N-VA)             | David Goffin                        | Bart De Wever (N-VA)     | James Cooke                |
| 2018 | Nina Derwael               | Theo Francken (N-VA)             | Nafi Thiam                          | Bart De Wever (N-VA)     | Roberto Martinez           |
| 2019 | Baby Pia                   | Nina Derwael                     | Theo Francken (N-VA)                | Remco Evenepoel          | Slachtoffers partnergeweld |
| 2020 | Wout Van Aert              | Helden van de zorg               | Conner Rousseau (sp.a)              | Remco Evenepoel          | Tom Van Grieken (VB)       |
| 2021 | Helden van de zorg         | Nina Derwael                     | Slachtoffers van de watersnood      | Wout Van Aert            |                            |
| 2022 | Remco Evenepoel            | Camille Dhont                    | Vrijwilligers voor Oekraïne         | Dirk De Wachter          | Stromae                    |
| 2023 | Lotte Kopecky              | Pommelien Thijs                  |                                     | Acid                     | Linda Mertens              |
| 2024 | Remco Evenepoel            | Bart De Wever                    | Nafi Thiam                          | Lotte Kopecky            | Guy D'haeseleer            |